# ヘキサフルオロリン酸1-メチル-1-プロピルピロリジニウム
ヘキサフルオロリン酸1-メチル-1-プロピルピロリジニウム（英: 1-Methyl-1-propylpyrrolidinium hexafluorophosphate、PMIM PF6）は、融点が100 °C未満のイオン液体である。融点が98 °Cであるため、イオン液体の条件は満たされている。

## 合成および調製
ヘキサフルオロリン酸1-メチル-1-プロピルピロリジニウムは、臭化1-メチル-1-プロピルピロリジニウムとヘキサフルオロリン酸リチウムからアニオン複分解反応によって調製できる。

## 特性
ヘキサフルオロリン酸1-メチル-1-プロピルピロリジニウムは、7.2 Vの大きな電位窓を持ち、限界カソード電位は-3.25 V、限界アノード電位は3.95 Vである。また、ヘキサフルオロリン酸1-メチル-1-プロピルピロリジニウムは、窒素雰囲気下では、約400 °Cで分解する。さらに、アニオンは水の存在下でゆっくりと分解する。

## 用途
ヘキサフルオロリン酸1-メチル-1-プロピルピロリジニウムは、その大きな電位窓のため、スズの析出やリチウムイオン二次電池のような様々な電気化学プロセスに使用することができる。